# فیلتر بیوسند

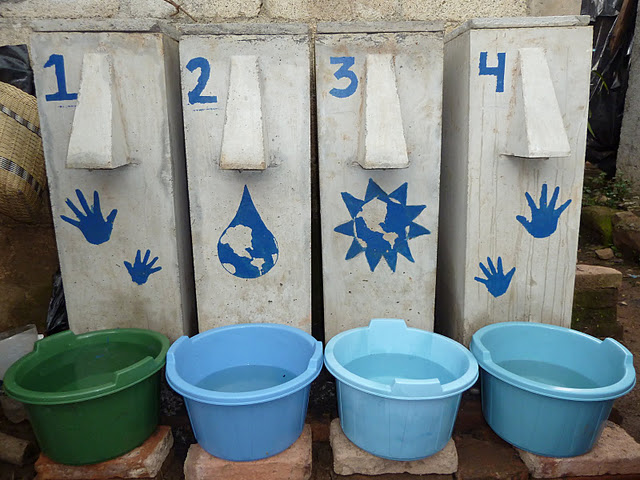
تصویری از فیلترهای بیوسند

فیلتر بیوسند یک فیلتر بیولوژیکی (BSF) یک سیستم تصفیه آب با استفاده از فیلترهای شن و ماسه سنتی است. فاضلاب و فاضلاب فیلترهای بیولوژیک و مواد جامد معلق را از آب با استفاده از فرایندهای بیولوژیکی و فیزیکی حذف می‌کنند که در یک ستون شن و ماسه پوشانده می‌شوند. نشان داده شده‌است که BSFها برای حذف فلزها سنگین، کدورت، باکتری‌ها، ویروس‌ها و پروتوپس‌ها استفاده می‌شود.BSFها نیز تغییر رنگ، بو و طعم ناخوشایند را کاهش می‌دهند. مطالعه‌ها همبستگی بین استفاده از BSFها و کاهش میزان اسهال نشان داده‌است. به دلیل اثربخشی آنها، سهولت استفاده و عدم هزینه‌های تکراری، فیلترهای BIOS و فیلتر اغلب در کشورهای در حال توسعه تکنولوژی مناسب مورد استفاده قرار می‌گیرند. برآورد شده‌است که بیش از ۲۰۰،000 BSF در سراسر جهان استفاده می‌شود.

## تاریخچه
فیلسوف خانگی و فیلتر توسط دکتر دیوید مانز در اواخر دهه۱۹۸۰در دانشگاه کلگری (کانادا) پیشنهاد شد. این سیستم از فیلتر شن و ماسه آهسته، فناوری است که از سال ۱۸۰۰ برای تصفیه آب آشامیدنی استفاده شده‌است. آزمایش‌ها اولیه آزمایشگاهی و آزمایشگاهی در سال ۱۹۹۱ انجام شد؛ این سیستم در سال ۱۹۹۳ ثبت شد و در زمینه نیکاراگوئه اجرا شد. شرکت کانادایی غیرانتفاعی مرکز فناوری‌های آب و فاضلاب مقرون به صرفه(CAWST)در سال ۲۰۰۱ توسط دیوید مانز و کامیل دوو بیکر برای ترویج آموزش و پرورش در زمینه تصفیه آب و بهداشت است، و برای استفاده از این تکنولوژی و ادامه توسعه آن، پایه‌گذاری شد. یک شرکت خصوصی، فیلتر هیدرات و فیلتر آب تولید و توزیع برنامه‌های فیلتر می‌کند.

## فرایند تصفیه
پاتوژن‌ها و مواد جامد غوطه‌ور با فرایندهای بیولوژیکی و فیزیکی که در زیست‌محیطی و لایه‌های شن و ماسه قرار می‌گیرند حذف می‌شوند. این فرایندها عبارتند از: 
تله مکانیکی: مواد جامد غوطه‌ور و پاتوژن‌ها در فضاهای بین دانه‌های شن‌گیر افتاده هستند.
پریشانی: پتوژن‌ها توسط میکروارگانیسم‌ها در زیست‌محیطی استفاده می‌شوند.
جذب: پاتوژن‌ها به یکدیگر و جامدها غوطه‌ور در آب و دانه‌های شن و ماسه جذب می‌شوند.
مرگ طبیعی:Pathogens چرخه زیست خود را تمام می‌کنند و یا می‌میرند زیرا غذا و اکسیژن کافی نیست.

## در طول اجرا
سطح آب بالا (سر هیدرولیک) در ناحیه منبع ورودی، آب را از طریق پخش‌کننده و فیلتر پر می‌کند و سپس به دلیل جریان آب از طریق شن و ماسه جریان می‌یابد. سرعت جریان کاهش می یابد، زیرا فشار آب کمتری نسبت به فیلتر وجود دارد. آب ورودی حاوی اکسیژن محلول، مواد غذایی و آلاینده‌ها می‌باشد. این اکسیژن مورد نیاز توسط میکروارگانیسم‌ها در بیوفیلم را آماده میسازد. ذره‌های معلق و پاتوژن‌های عظیم در بالای ماسه به گیر کرده و بخشی از خلا بین دانه‌های شن و ماسه را به هم متصل میسازد. این باعث می‌شود سرعت جریان کم شود.
'اجزای فیلتر BIOSand:
فیلترهای Biosand معمولاً از بتن یا پلاستیک تولید می‌شوند. در بالای فیلتر، یک پوشش محکم مانع از آلودگی و آفت‌ها ناخواسته از ورود به فیلتر می‌شود. در زیر این صفحه منتشرکننده مانع از بروز زیستی فیلم می‌شود وقتی آب به داخل فیلتر ریخته می‌شود. آب پس از عبور از ستون شنکه پاتوژن‌ها و مواد جامد معلق را از بین می‌برد. در زیر ستون شن و ماسه، یک لایه ماسه مانع از ورود ماسه به لایه زهکشی و بستن لوله خروجی می‌شود. در زیر لایه جداسازی، لایه زهکشی متشکل از ماسه سنگی که مانع از گرفتگی در نزدیکی پایه لوله خروجی می‌شود.